# Tommi Kivistö
Tommi Kivistö (Vantaa, 7 giugno 1991) è un hockeista su ghiaccio finlandese.

## Palmarès

### Mondiali
- 2 medaglie:
  - 2 argenti (Bielorussia 2014; Russia 2016)